# The Phantom of the Opera (musical)
The Phantom of the Opera (Nederlands: Het Spook van de Opera) is een musical gecomponeerd door Andrew Lloyd Webber en gebaseerd op het boek Le Fantôme de l'Opéra van de Franse schrijver Gaston Leroux. De liedteksten zijn geschreven door Charles Hart met enige toevoegingen van Richard Stilgoe. De oorspronkelijke versie van de musical werd geregisseerd door Hal Prince. 
De musicalversie van 1986 beleefde zijn Londense première in het West End en draait nog steeds in His Majesty's Theatre in Londen. Op 23 oktober 2010 speelde de 10.000e voorstelling.  Op Broadway werd op 11 februari 2012 de 10.000e voorstelling gegeven. Op 16 april 2023 werd de laatste voorstelling van de Broadway-productie opgevoerd. De musical is na Les Misérables de op een na langstlopende West End-musical en de langstlopende Broadway-musical in de geschiedenis. De musical beleefde zijn Nederlandse première op 15 augustus 1993 in het toenmalige VSB Circustheater te Scheveningen.
In 2004 kwam een verfilming uit, geregisseerd door Joel Schumacher met Gerard Butler, Emmy Rossum en Patrick Wilson in de hoofdrollen.
In maart 2010 ging het vervolg, Love Never Dies van Lloyd Webber, in het Adelphi Theater in première.

## Verhaal

### Proloog
De proloog begint met een veiling waar oude decorstukken en rekwisieten van het Opéra Populaire theater worden verkocht. Een oudere man, genaamd Raoul Vicomte de Chagny, koopt een muziekdoos in de vorm van een aap, en herinnert zich nog goed waar hij dit ding voor het laatst zag. Het laatste stuk dat onder de hamer gaat is een kroonluchter, die volgens de veilingmeester verbonden is aan het mysterieuze “Spook van de opera” en een door hem vele jaren geleden veroorzaakt ongeluk.

### Eerste akte
Het verhaal verplaatst zich vervolgens naar 1881, tijdens de gloriedagen van het theater. Het gebouw is net  gekocht door de heren Firmin en André. Een gezelschap geleid door prima donna Carlotta is bezig met de repetitie voor de voorstelling van die avond, wanneer plotseling het decor zonder duidelijke reden naar beneden valt. Volgens de acteurs zit “het spook” hierachter en doen dit soort incidenten zich al 3 jaar lang voor. Dat is ook de reden dat de vorige eigenaar het theater verkocht heeft. Carlotta is dermate geïntimideerd door het voorval, dat ze die avond niet wil optreden. Meg Giry, met aanmoediging van haar moeder Madame Giry, die de leiding heeft over de balletdansers, stelt Firmin en André voor om de Zweedse ballerina Christine Daaé voor Carlotta in te laten vallen. De heren stemmen toe en tot hun verbazing blijkt Christine een groot succes.
Na afloop van het toneelstuk biecht Christine aan Meg op, dat ze al jarenlang geholpen wordt door een mysterieuze zangleraar, die zij enkel kent als haar “engel der muziek”. Ze weet niet dat haar leraar in werkelijkheid het Spook van de Opera is. Even later krijgt ze bezoek van haar jeugdliefde Raoul, die haar optreden gezien heeft. Hij nodigt haar uit voor een diner maar het spook gooit roet in het eten door Christine mee te nemen via een geheime deur in haar kleedkamer naar de catacomben onder de opera. Daar maakt hij bekend grootse plannen met haar te hebben; zij is volgens hem perfect om zijn muziek te zingen. Het spook blijkt in zijn ondergrondse schuilplaats ook een paspop te hebben staan die sprekend op Christine lijkt en een trouwjurk draagt. Christine brengt de nacht bij het spook door. De volgende dag slaagt ze er in om het spook in een moment van onachtzaamheid te ontmaskeren en merkt dat hij zwaar verminkt is. Het spook is razend om het feit dat ze zijn ware gezicht nu gezien heeft maar maakt tegelijk bekend dat hij van haar houdt. Vervolgens brengt hij haar terug naar haar kleedkamer.
Ondertussen jaagt de toneelknecht Joseph Buquet de ballerina’s schrik aan met zijn verhalen over het spook, totdat Madame Giry hem een halt toeroept. Het spook begint dreigbrieven te sturen aan zowel Raoul, Carlotta als Firmin en André. Hij eist onder andere dat tijdens iedere voorstelling box 5 vrij moet blijven van publiek, zodat hij daar kan zitten en dat Christine de hoofdrol moet krijgen in de nieuwe productie van Il Muto. Firmin en André willen hier niks van weten en laten gewoon Carlotta zoals gepland de hoofdrol vertolken. Uit wraak verstoort het spook de voorstelling door eerst Carlotta’s gezang te vervormen tot een luid gekwaak, zodat ze gedwongen is haar rol te staken en vervolgens tijdens een balletscène Buquet te vermoorden. In de chaos die ontstaat vlucht Christine met Raoul het dak van het theater op en vertelt hem wat ze allemaal gezien heeft. Raoul is sceptisch of dit spook wel echt een spook is maar belooft Christine tegen hem te zullen beschermen. Het spook luistert hun gesprek af en realiseert zich dat Raoul ook gevoelens voor Christine heeft. Als laatste wraakactie die avond laat hij de kroonluchter van het plafond vallen.

### Tweede akte
Zes maanden zijn verstreken. Christine en Raoul zijn verloofd en het spook heeft niks meer van zich laten horen sinds het incident met de kroonluchter. Tijdens een gemaskerd bal vertoont hij zich echter weer. Hij heeft een nieuwe opera geschreven getiteld Don Juan Triumphant en eist dat deze zal worden opgevoerd met Christine in de hoofdrol. Voordat hij verdwijnt ontneemt hij Christine haar verlovingsring. Raoul beseft dat Madame Giry meer weet van het spook en eist dat ze hem alles vertelt. Volgens haar is het spook een zeer getalenteerd musicus en goochelaar, die vanwege zijn misvorming jarenlang moest optreden in een freak show tot hij wist te ontsnappen en spoorloos verdween.
Samen met Firmin en André beraamt Raoul een plan. Als ze inderdaad een voorstelling maken van Don Juan Triumphant, zal het spook zeker de première bij komen wonen; een perfecte gelegenheid om een val te zetten. Christine twijfelt echter sterk of ze wel mee moet werken daar ze immers wel haar hele carrière aan het spook te danken heeft. Ze gaat naar het graf van haar vader om hem om raad te vragen. Het spook wacht haar daar op, wederom in zijn gedaante van de Engel der Muziek maar Raoul komt tussenbeide voordat het spook Christine mee kan nemen. Het komt tot een korte confrontatie waarbij het spook Raoul bespot en met vuurpijlen bestookt. Wanneer Christine en Raoul samen vertrekken, steekt het spook het kerkhof in brand en zweert wraak op hen allebei.
Don Juan Triumphant gaat inderdaad in première met Christine in de hoofdrol maar midden in haar duet met haar tegenspeler Ubaldo Piangi, ontdekt Christine dat het spook Piangi’s plaats heeft ingenomen. Hij verklaart haar wederom zijn liefde maar Christine reageert door zijn masker af te trekken en zo zijn misvormde gezicht aan het hele publiek te tonen. Het spook grijpt Christine en vlucht weer met haar naar de catacomben, terwijl achter de coulissen het lijk van Piangi ontdekt wordt. De aanwezige acteurs en bezoekers openen een klopjacht op het spook.
Madame Giry vertelt Raoul waar het spook is. Ondertussen, in de catacomben, dwingt het spook Christine om de bruidsjurk aan te trekken. Raoul vindt de schuilplaats maar het spook vangt hem met een lasso en dreigt hem op te hangen als Christine niet instemt met een huwelijk. Christine toont het spook voor het eerst in zijn leven aardigheid en mededogen door hem in te laten zien dat zijn misvorming geen reden moet zijn voor hem om zich zo terug te trekken. Het spook laat hen beiden gaan. Christine geeft hem nog net voor ze vertrekt zijn verlovingsring terug. Het spook trekt zich terug op zijn troon. Wanneer even later de menigte de catacomben bestormt, vinden ze enkel nog zijn masker. Van het spook zelf ontbreekt ieder spoor.

## Productie op West End en Broadway
Deze productie van Andrew Lloyd Webber is geïnspireerd door een eerdere versie van Ken Hill. The Phantom of the Opera beleefde zijn eerste voorstelling op 9 oktober 1986 in het Her Majesty's Theatre in Londen. In de zomer van 2020 sloot de originele Londense productie door de corona-pandemie. Na renovaties aan het theater werd in juni 2021 een aangepaste productie geopend om kosten te besparen.
De oorspronkelijke cast van de Londense productie bestond uit:
- Christine Daaé - Sarah Brightman
- Christine Daaé alternate - Claire Moore
- The Phantom - Michael Crawford
- Raoul - Steve Barton
- Monsieur André - David Firth
- Monsieur Firmin - John Savident
- Carlotta Guidicelli - Rosemary Ashe
- Ubaldo Piangi - John Aron
- Madame Giry - Mary Millar
- Meg Giry - Janet Devenish

Op Broadway was de première op 26 januari 1988 in het Majestic Theatre. Op 9 januari 2006 brak de musical het record op Broadway met 7486 voorstellingen. Hierdoor werd de musicalproductie van Broadway de langstlopende musical aller tijden in New York. Op 11 februari 2012 werd de 10.000e voorstelling gespeeld. Michael Crawford, Sarah Brightman en Steve Barton speelden in de oorspronkelijke cast van de West End-productie. Zij verhuisden mee naar de Broadway-productie. Op 16 april 2023 werd de laatste voorstelling van de Broadway-productie opgevoerd.
De oorspronkelijke cast van de Broadway-productie bestond uit:
- Christine Daaé - Sarah Brightman
- Christine Daaé alternate - Patti Cohenour
- The Phantom - Michael Crawford
- Raoul - Steve Barton
- Monsieur André - Cris Groenendaal
- Monsieur Firmin - Nicholas Wyman
- Carlotta Guidicelli - Judy Kaye
- Ubaldo Piangi - David Romano
- Madame Giry - Leila Martin
- Meg Giry - Elisa Heinsohn

## Nederlandse productie 1993-1996
Van 1993 tot 1996 stond de musical in het (toen nog) VSB Circustheater in Scheveningen. Seth Gaaikema tekende voor de vertaling.

### Hoofdrollen
| Rol                      | Uitvoerende                                           |
| ------------------------ | ----------------------------------------------------- |
| Het Spook van de Opera   | Henk Poort*                                           |
| Alternate                | Ben Cramer, Hans Peter Janssens                       |
| Understudy               | Martin Van Os                                         |
| Christine Daaé           | Joke de Kruijf*, Els Bongers                          |
| Alternate                | Els Bongers, Maaike Widdershoven                      |
| Understudy               | Marika Lansen                                         |
| Raoul, Vicomte de Chagny | Peter de Smet*, Hans Peter Janssens                   |
| Understudy               | Jeroen Phaff, Alberto ter Doest, Mario van Dulmen     |
| Monsieur Firmin          | Nico Schaap                                           |
| Understudy               | Piet Korteknie, Marc Beelen                           |
| Monsieur André           | Peter Bording*, Stan Lambregts                        |
| Understudy               | Martin van Os, Sander Heutinck                        |
| Carlotta Giudicelli      | Wiebke Göetjes                                        |
| Understudy               | Daphne Druijf, Carolina Jaegers, Vera van Oortmerssen |
| Ubaldo Piangi            | Adriaan van Limpt*, Ramon Remedios                    |
| Understudy               | Martin van Os, Marc Hermans, Jan-Ate Stobbe           |
| Madame Giry              | Margaret Roest                                        |
| Understudy               | Inez Timmer, Margot Giselle, Barbara van Lint         |
| Meg Giry                 | Natasha Knight, Allison Spalding                      |
| Understudy               | Vita Lie-A-Fo, Allison Spalding                       |

* premièrebezetting

### Bijrollen en ensemble
| Rol                                                      | Uitvoerende |
| -------------------------------------------------------- | --- |
| Joseph Buquet/ ensemble                                  | Niek van Klaveren |
| Understudy                                               | Jan-Ate Stobbe, Piet Korteknie, Jeroen Phaff |
| Monsieur Reyer/Fat-Juwelier/ ensemble                    | Sander Heutinck |
| Understudy Monsieur Reyer                                | Rob van der Meule, Piet Korteknie |
| Understudy Fat-Juwelier                                  | Alberto ter Doest, Piet Korteknie, Cees van der Wilden, Rob van der Meule |
| Monsieur Lefèvre/ Veilingmeester/ Brandweerman/ ensemble | Martin van Os |
| Understudy Lefèvre                                       | Piet Korteknie, Alberto ter Doest, Mario van Dulmen |
| Understudy Veilingmeester                                | Niek van Klaveren, Jan-Ate Stobbe |
| Don Atillio/ Passarino/ Portier/ ensemble                | Marc Beelen |
| Understudy                                               | Jan-Ate Stobbe, Piet Korteknie, Rob van der Meule |
| Fat-Kapper/ ensemble                                     | Stephan Brekelmans, Mario van Dulmen |
| Understudy                                               | Alberto ter Doest, Piet Korteknie, Cees van der Wilden, Rob van der Meule |
| Madame Firmin/ ensemble                                  | Inez Timmer |
| Prinses/ ensemble                                        | Els Bongers |
| Understudy                                               | Margot Giselle |
| Hoofd Garderobe/ Vertrouwelinge/ ensemble                | Barbara van Lint |
| Understudy                                               | Maaike Widdershoven, Margot Giselle, Mariëlle Vester |
| Garderobe/ ensemble                                      | Maaike Widdershoven |
| Ensemble (overig)                                        | Marika Lansen, Daphne Druijf, Marc Hermans, Jan-Ate Stobbe, Jeroen Phaff, Vera van Oortmerssen, Robert Valter, Jonathan Brooke, Rudi de Vries, Bernadette Dorhout, Joost Meijs, Jasper Schweppe, Mariëlle Sweelssen, Roy Ter Haar, Rob van Surksum, Harald Veenstra, Débby Verheij |
| Swing                                                    | Margot Giselle, Carolina Jaegers, Alberto ter Doest, Piet Korteknie, Kathelijne van der Zwaan, Rob van der Meule, Mariëlle Vester, Désirée van Drongelen, Christiaan de Boer, Joost Meijs                                                                                          |
| Het Ballet van de Opéra Populaire (danseressen)          | Helga Verrijp, Vita Lie-A-Fo, Wendy Pfeijffer, Linda van Nimwegen, Alison Spalding, Wendy McNamara, Désirée van Drongelen |
| Slavendrijver/danser                                     | Martin Michel (tevens dance-captain) |
| Danser                                                   | Marcel Vogelaar, Christiaan de Boer |
| Requisiteur/Technical Swing                              | Emanuel (Emy) Mekel |

- In 1993 werd onder het label van Polydor een studio-opname van deze productie op cd uitgebracht met daarop 14 hoogtepunten.

## Vlaamse productie 1999-2000
Van 1999 tot 2000 stond de musical in de Stadsschouwburg Antwerpen in Antwerpen.
Hoofdrollen:
| Rol                      | Uitvoerende                               |
| ------------------------ | ----------------------------------------- |
| Het Spook van de Opera   | Hans Peter Janssens                       |
| Understudy               | Rob van Surksum, Marc Meersman            |
| Christine Daaé           | Susanne Duwe                              |
| Alternate                | Ineke van Klinken                         |
| Understudy               | Janine Kitzen                             |
| Raoul, Vicomte de Chagny | Michael Lewis                             |
| Understudy               | Frank Engel, Rob van Surksum, Rob Pitcher |
| Monsieur Firmin          | Ernst van Looy                            |
| Understudy               | François Jacobs, Stephen Len White        |
| Monsieur André           | Marc Meersman                             |
| Alternate                | Kris Wouters                              |
| Understudy               | Rob van Surksum                           |
| Carlotta Giudicelli      | An Lauwereins                             |
| Alternate                | Annemarie Kremer                          |
| Understudy               | Rita Saxmark                              |
| Ubaldo Piangi            | William Lynn Dixon                        |
| Understudy               | John De Smet, Rob Pitcher                 |
| Madame Giry              | Stephanie H. Tschöppe                     |
| Understudy               | Ann Engels, Désirée Moerdijk              |
| Meg Giry                 | Sophie Kiddle                             |
| Understudy               | Lara Glew, Judith Sibley                  |

'14-'18 · '40-'45 (België) · '40-'45 (Nederland) · 1830 · De 3 Biggetjes · 3 Musketiers · Aida · Albert I · Alice in Wonderland · A xXxmas Carola · Anatevka · Assepoester · Belle en het Beest · Billie Holiday · Bloedbroeders · The Bodyguard · Cabaret · Camelot · Cats · Chicago · Ciske de Rat · Cyrano de Bergerac · De Schone van Boskoop · Daens · Damiaan · Dirty Dancing · Doe Maar! · Domino · Doornroosje · Dracula · Drood · Elisabeth · Evita · Fame · De Finale · Flashdance · Foxtrot · Goodbye, Norma Jeane · Grease · Hair · High School Musical · De Jantjes · Jeanne d'Arc · Jekyll & Hyde · Jersey Boys · Jesus Christ Superstar · Kadanza · De kleine zeemeermin · Koning van Katoren · Kruimeltje · Kuifje: De Zonnetempel · Kunt u mij de weg naar Hamelen vertellen, mijnheer? · The Last Five Years · Lelies · The Lion King · The Little Mermaid · Love Story · Lover of Loser · Mamma Mia! · De man van La Mancha · Marie-Antoinette · Mary Poppins · Les Misérables · Miss Saigon · Muerto! · De Muze van Rubens · My Fair Lady · On Your Feet! · Op hoop van Zegen · Oorlogswinter · The Passion · Pauline & Paulette · The Phantom of the Opera · Pinokkio · Red Star Line · Rembrandt · Robin Hood · Romeo en Julia, van Haat tot Liefde · De Rozenoorlog · Rubens · Shhh...it happens! · Shrek · Soldaat van Oranje · Spring Awakening · De sprookjesmusical Klaas Vaak · Sneeuwwitje · The Sound of Music · Tarzan · Titanic · Turks fruit · Urinetown · De Vliegende Hollander · Wat Zien Ik?! · Wicked · The Wild Party · The Wiz · Wickie de viking de musical
    Portaal Musical